# Scaphoideus festivus
Scaphoideus festivus  (лат.) — вид цикадок рода Scaphoideus из подсемейства Deltocephalinae (Cicadellidae). Япония (Hokkaido, Honshu, Shikoku, Kyushu), Корея, Китай, Россия.

## Описание
Цикадки размером около 5 мм: самцы 4,5—5,3 мм, самки 5,1—5,9 мм. Голова уже пронотума. Основная окраска желтовато-коричневая с темными отметинами (область вокруг оцеллий оранжевая с апикальным чёрным пятном; фронтоклипеус палевый с двумя или тремя чёрными полосками у переднего края; клипеллус и щёки палевые). Пронотум в 2,2 раза шире своей длины, и длиннее, чем мезонотум. Стройные, узкие, с довольно сильно закругленно выступающей вперед головой. Переход лица в темя закруглённый, темя узкое. Валидный видовой статус Scaphoideus festivus был подтверждён в 2013 году в ходе ревизии региональной фауны японскими энтомологами Сатоси Камитани (Satoshi Kamitani; Entomological Laboratory, Faculty of Agriculture, Университет Кюсю, Фукуока, Япония) и Масами Хаяси (Masami Hayashi; Department of Biology, Faculty of Education, Saitama University, Сайтама, Япония). Сходен с видом Scaphoideus jogensis, отличаясь деталями строения гениталий самца.